# Megaerops ecaudatus
Megaerops ecaudatus — вид рукокрилих, родини Криланових.

## Поширення, поведінка
Країни поширення: Бруней-Даруссалам, Індонезія, Малайзія, Таїланд. Цей, пов'язаний з лісом вид, мешкає в різних середовищах проживання від низинних вічнозелених лісів до порушених вторинних лісів. 